# Lycodon fausti
Lycodon fausti är en ormart som beskrevs av Gaulke 2002. Lycodon fausti ingår i släktet Lycodon och familjen snokar. Inga underarter finns listade i Catalogue of Life.
Denna orm förekommer i nordvästra delen av ön Panay i Filippinerna. Arten lever i låglandet och i kulliga områden upp till 700 meter över havet. Individerna vistas i fuktiga skogar och i angränsande kulturlandskap. Honor lägger troligtvis ägg.
Beståndet hotas regionalt av skogsröjningar. Populationens storlek är inte känd. IUCN kategoriserar arten globalt som otillräckligt studerad.